# Ostro (vânt)
Ostro sau austro (din latinescul auster, vânt de sud) este numele vântului care bate dinspre sud în Marea Mediterană, provenind din Africa și având proprietățile sirocco-ului. Este numit și vântul de amiază. Această direcție este indicată simbolic în așa-numita roza-vânturilor.
Vântul este cunoscut și sub numele de Noto de la personajul cu același nume din mitologia greacă, Noto, fiul lui Astraeus și Eos.
Ostro este uneori confundat cu vânturile mai cunoscute libeccio și sirocco, care bat și din cadranele sudice.

## Caracteristici
Ostro (sau „vântul sudului”; în catalană vent du midi) este un vânt tropical continental care își are originea în estul Cataloniei din Spania.
Datorită presiunilor mari asupra estului Spaniei și presiunilor scăzute asupra Masivului Central, este un vânt cald și uscat din sud. Viteza medie a acestuia este de 30 km/h.
Această briză catalană curge între Cerbère și Col du Perthus, la granița franco-spaniolă. Vântul traversează Pyrénées-Orientales și Corbières, și dispare pe Canal du Midi, între Narbonne și Carcassonne. Cursul său are 40 km lățime și 70 km lungime.